# Баеда Мар'ям II
Баеда Мар'ям II — негус Ефіопії з Соломонової династії. Імовірно, був сином імператора Саломона II. Деякі джерела стверджують, що Баеда Мар'ям був тією ж особою, що й Саломон III.
Правив трохи більше, ніж півроку у перервах між перебуваннями на троні Текле Гійоргіса I.